# Alen
Alen o aln es una unidad de distancia escandinava tradicional similar a la elle del norte de Alemania: aproximadamente 60 centímetros. El alen danés, también utilizado en Noruega, equivalía a 62,77 centímetros (2 fod danés ). El aln sueco medía 59,38 centímetros.En la actualidad esta medida es poco usada en los países escandinavos desde su uso del SI.
1. ↑  Danish English Dictionary - Høst & Søn, Copenhagen

- Datos: Q471978